# IDEM
L'IDEM (Italian Derivatives Market) è un mercato finanziario in cui sono negoziati contratti che per loro natura "derivano" il proprio valore da attività o strumenti sottostanti. Vide la sua nascita nella fine del 1994, all'epoca della negoziazione per via telematica del contratto future sull'indice Mib30 (Fib30). La Cassa di Compensazione e Garanzia (CCG), detta genericamente Clearing House, gestisce il meccanismo dei margini (somme che i partecipanti versano a garanzia della propria posizione), e assume il ruolo di controparte delle operazioni eseguite sul mercato Idem al fine di assicurare il buon fine dei contratti.
Sull'IDEM vengono negoziati i seguenti strumenti finanziari:
- Futures
- Options (Opzioni)

## Contratti scambiati sul mercato IDEM
1. Future sull'indice S&P/MIB : è un contratto quotato in punti indice ed ogni punto indice vale 5 euro;
2. Mini-future sull'indice S&P/MIB: anche questo contratto è quotato in punti indice, ma a differenza del Future ogni punto indice ha valore pari a 1 euro (quindi 5 mini-future sono equivalenti ad un future);
3. Contratto di opzione sull'indice S&P/MIB: il contratto ha valore nozionale pari al prodotto tra il prezzo di esercizio (in punti indice) e il valore di ciascun punto indice (= 2,5 euro). L'opzione è di tipo europeo e quindi esercitabile solo il giorno della scadenza. Dal 2005 possono essere scambiate le Long term option, che consentono operazioni con scadenza triennale.
4. Opzione su azioni (ISO-α): opzione su singole azioni ammesse alla quotazione ufficiale di Borsa o nel Nuovo Mercato. Il contratto ha valore nozionale determinato dal prodotto tra il prezzo di esercizio e il numero di azioni sottostanti il singolo contratto. L'opzione ISO-α, essendo di tipo americano, può essere esercitata in ogni momento dalla stipula alla scadenza.
5. Stock futures: contratti futures su singole azioni di solito Blue Chip (azioni con elevata capitalizzazione e liquidità).

## Operatori presenti sul mercato IDEM
Nel mercato Italian Derivatives Market, possono operare:
- Agenti di cambio;
- Sim ed imprese di investimento comunitarie ed extra comunitarie;
- Banche autorizzate;
- Intermediari autorizzati in base all'articolo 107 del Testo unico bancario (TUB).

Questi operatori possono assumere la figura di: broker (in conto terzi), dealer (in conto proprio), broker-dealer (in conto proprio e conto terzi) ed infine come market maker. Questi ultimi espongono costantemente delle proposte in acquisto ed in vendita, consentendo al mercato di poter permettere sempre un quantitativo minimo di scambi.

## Modalità di negoziazione
Il regolamento dei mercati organizzati e gestiti dalla Borsa italiana SpA prevede "un'unica fase di negoziazione continua" (che va dalle 8.00 alle 22.00), in tale fase le proposte sono ordinate automaticamente dal sistema in base al prezzo, e a parità di prezzo in base alla priorità temporale.
Le proposte possono essere:
1. singole: ordine di acquisto/vendita di una singola scadenza di contratti;
2. combinate standard: combinazione di due ordini relativi a due serie diverse, la cui esecuzione avviene al verificarsi delle idonee condizioni di mercato (rientra nelle istruzioni al regolamento di borsa);
3. combinata non standard: combinazione di due o più ordini di pari quantità da eseguirsi contestualmente, relativi a diverse serie di ciascuna tipologia di strumento derivato (non rientra nelle istruzioni al regolamento di borsa);
4. quotazioni: proposte in acquisto e vendita degli operatori market maker;
5. proposta combinata tailor made (TMC): è una combinazione, definita dall'operatore proponente, di massimo quattro ordini relativi a serie differenti, la cui esecuzione deve avvenire contestualmente (rientra nelle istruzioni al regolamento di borsa)[3].